# Fabio Martínez Castilla

Erzbischofswappen von Fabio Martínez Castilla

Fabio Martínez Castilla (* 20. Juli 1950 in Isla Mujeres; † 25. November 2023 in Tuxtla Gutiérrez) war ein mexikanischer römisch-katholischer Geistlicher und Erzbischof von Tuxtla Gutiérrez. 

## Leben
Fabio Martínez Castilla empfing nach seiner theologischen Ausbildung am 31. Januar 1977 die Priesterweihe für das Erzbistum Yucatán. Von 1977 bis 1986 war er auf der Halbinsel Yucatan als Pfarrvikar, Gemeindepfarrer, Ausbilder am Seminar in Merida Yucatan und Kaplan der Maristenbrüder tätig. Von 1987 bis 1997 war er als Missionar im Bistum Uije, Angola, engagiert, wo er inmitten eines Konfliktgebiets seelsorgerische Tätigkeiten ausübte.
Papst Benedikt XVI. ernannte ihn am 13. März 2007 zum Bischof von Ciudad Lázaro Cárdenas. Die Bischofsweihe spendete ihm der Erzbischof von Yucatán, Emilio Carlos Berlie Belaunzarán, am 4. Mai desselben Jahres; Mitkonsekratoren waren Alberto Suárez Inda, Erzbischof von Morelia, und Salvador Flores Huerta, sein Amtsvorgänger als Bischof von Ciudad Lázaro Cárdenas.
Am 19. Februar 2013 wurde er von Benedikt XVI. zum Erzbischof von Tuxtla Gutiérrez ernannt. In der mexikanischen Bischofskonferenz war er von 2012 bis 2018 für die pastorale Mission zuständig und Mitglied des Ständigen Rates des mexikanischen Episkopats von 2017 bis 2018. Zuletzt leitete er die Kommission der Gefängnisseelsorge von 2018 bis 2021.
Er starb am 25. November 2023 im Alter von 73 Jahren an den Folgen einer Krebserkrankung.